# Cricetulodon
Cricetulodon là một chi động vật có vú gồm các loài động vật gặm nhấm đã tuyệt chủng trong liên họ chuột muroidea được tìm thấy và định danh vào 1965 Các loài trong chi này từng sinh sống trong thời kỳ khoảng giữa của Aragonian đến hậu kỳ Turolian Chúng thỉnh thoảng được xếp loại phân lớp với các đơn vị có quan hệ gần gũi là Cricetodon- nhóm Ruscinomys khi chúng từng sống tổng cộng trong giai đoạn này đến 17 triệu năm về trước (Ma). 

## Các loài
Chi động vật này hàm chứa các loài sau đây:
- Cricetulodon bugesiensis
- Cricetulodon hartenbergeri
- Cricetulodon lucentensis
- Cricetulodon meini
- Cricetulodon sabadellensis